# Allium urmiense
Allium urmiense là một loài thực vật có hoa trong họ Amaryllidaceae. Loài này được Kamelin & Seisums mô tả khoa học đầu tiên năm 1996.